# 토리요스-카터 조약
토리요스-카터 조약(스페인어: Tratados Torrijos-Carter, 영어: Torrijos–Carter Treaties)은 1977년 9월 7일 워싱턴 D.C.에서 미국과 파나마가 서명한 두 개의 조약으로, 1903년 헤이-뷔노 바리야 조약을 대체했다. 이 조약들은 파나마가 1999년 이후 파나마 운하에 대한 통제권을 얻게 되어, 미국이 1903년부터 행사했던 운하 통제권을 종식시켰다. 이 조약들은 서명자인 미국 대통령 지미 카터와 파나마 국가방위군 사령관 오마르 토리요스 장군의 이름을 따서 명명되었다.
첫 번째 조약의 공식 명칭은 파나마 운하의 영구 중립 및 운영에 관한 조약(스페인어: Tratado Concerniente a la Neutralidad Permanente y Funcionamiento del Canal de Panamá, 영어: The Treaty Concerning the Permanent Neutrality and Operation of the Panama Canal)이며, 일반적으로 "중립 조약"으로 알려져 있다. 이 조약에 따라 미국은 모든 국가 선박에 대한 운하의 지속적인 중립 서비스에 방해가 될 수 있는 어떠한 위협으로부터도 운하를 방어할 영구적인 권리를 유지했다. 두 번째 조약의 명칭은 파나마 운하 조약(Tratado del Canal de Panamá)이며, 1999년 12월 31일 12시부터 파나마가 운하 운영에 대한 완전한 통제권을 행사하고 그 방어에 대한 주요 책임을 지게 된다고 규정했다.

## 역사

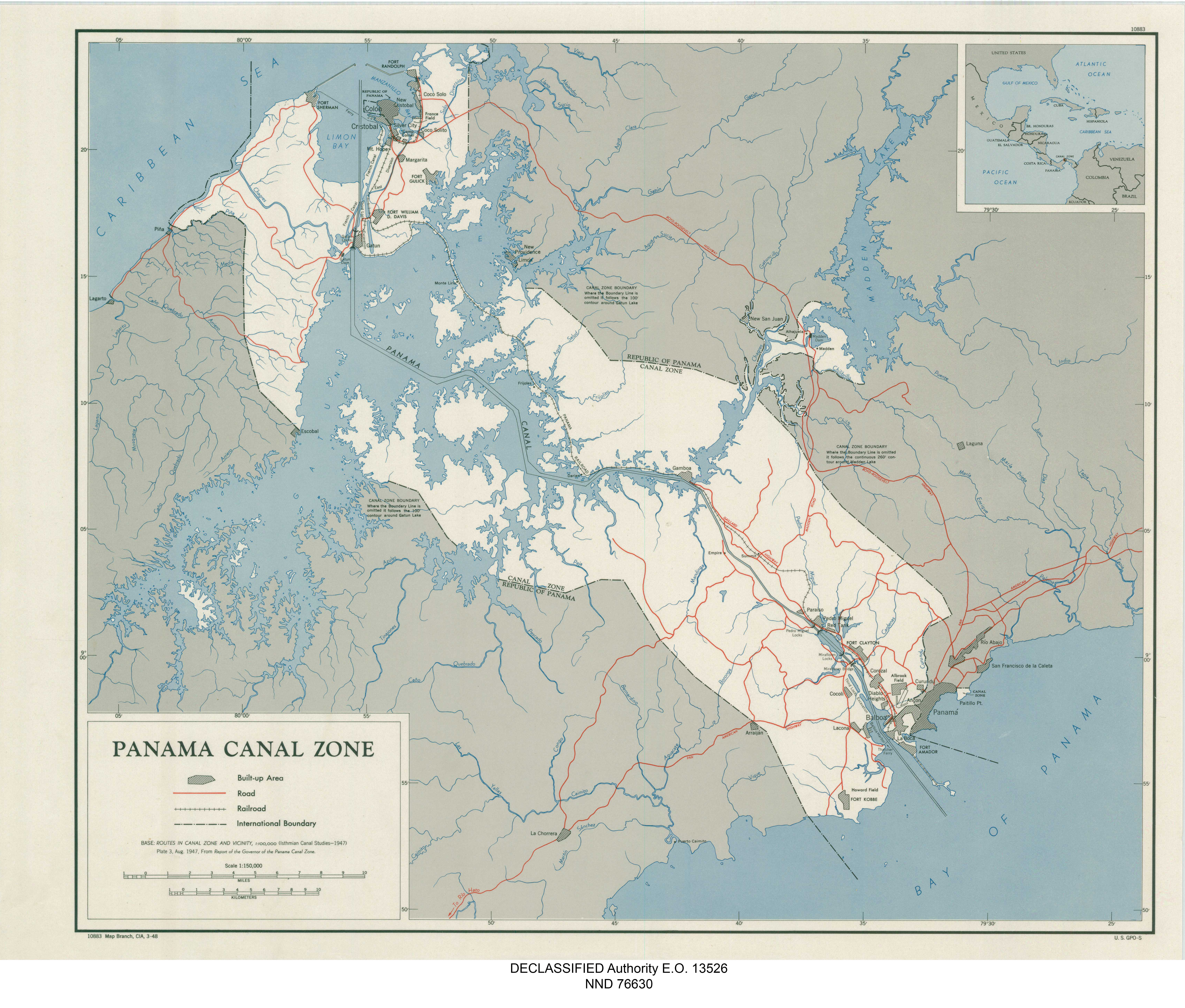
1903년에서 1979년 사이에 미군과 시민들이 점령했던 파나마 운하 지대

원래의 헤이-뷔노 바리야 조약을 재협상하려는 파나마의 노력은 파나마가 콜롬비아로부터 독립한 지 몇 주 후인 1903년 11월 처음 서명된 이후 거의 지속적으로 이루어졌다. 그러나 조약을 재협상하거나 폐기하려는 움직임은 수에즈 위기 이후 상당히 증가했으며, 1964년 사건들은 미국과 파나마 간의 관계를 완전히 파탄으로 이끌었다. 그 해 1월 9일, 파나마 학생들이 운하 지대로 들어가 1963년 양국 간의 긴장 완화를 위한 합의에 따라 미국 국기 옆에 파나마 국기를 게양했다. 파나마 국기를 게양하던 학생들이 미국 학교 관계자, 학생, 그리고 그들의 학부모들로부터 야유와 괴롭힘을 당하자 이를 지켜보던 파나마인들이 폭동을 일으키기 시작했다. 이 충돌 중에 파나마 국기가 찢어졌다. 광범위한 폭동이 뒤따랐고, 20명 이상의 파나마인이 사망하고 약 500명이 부상을 입었다. 대부분의 사상자는 운하 지대 직원들의 개인 주택을 포함한 운하 지대 재산을 보호하기 위해 투입된 미군의 발포로 인해 발생했다. 1월 9일은 파나마의 국경일인 순교자의 날이다.
다음 날인 1월 10일, 파나마는 미국과의 외교 관계를 단절했고, 1월 19일 파나마의 대통령 로베르토 치아리는 미국이 새 조약에 대한 협상을 시작하기로 동의할 때까지 미국과의 외교 관계를 재개하지 않을 것이라고 선언했다. 그 방향으로의 첫걸음은 얼마 지나지 않아 1964년 4월 3일에 이루어졌는데, 양국은 외교 관계의 즉각적인 재개에 동의하고 미국은 "양국 간 분쟁 원인 제거"를 위한 절차를 채택하기로 동의했다. 몇 주 후, 린든 B. 존슨 대통령의 특별 대표인 로버트 B. 앤더슨이 파나마로 날아가 향후 회담의 길을 열었다. 다음 몇 년간의 협상 끝에 1967년 조약이 체결되었지만, 파나마에서는 비준되지 못했다.
이 조약들이 실패한 후, 파나마는 1968년 군사 쿠데타 이후 정부가 바뀌었다. 새 정부는 오마르 토리요스 아래 통합되었고, 그는 1967년 조약을 최종적으로 거부하기로 결정했다. 리처드 닉슨 행정부와의 협상에 진전이 없자, 토리요스 정부는 1973년 3월 유엔 안전 보장 이사회 회의를 파나마시티에서 개최하는 데 성공했고, 이는 그들의 명분에 상당한 국제적 지지를 얻었다. 이 외교적 실패는 또한 헨리 키신저의 관심을 끌었고, 앞으로의 협상을 위한 중요한 틀을 제공할 1974년 태크-키신저 협정의 추진력을 만드는 데 기여했다. "1972년 후반부터 시작된 이 작업은 파나마를 지미 카터가 새로운 외교 정책 스타일과 라틴 아메리카와의 관계 개선 시대의 분수령으로 대담하게 해결하고자 했던 가시적인 문제로 만들었다."
지미 카터 행정부는 정권 이양 기간부터 운하 문제를 최우선 과제로 삼았다. 이 문제는 솔 리노위츠 대사가 이끄는 블루리본 위원회에 의해 강조되었다. 이 위원회와 관련된 여러 인물들은 리노위츠 자신과 NSC 선임 국장 로버트 A. 패스터를 포함하여 카터 행정부의 라틴 아메리카 정책에서 중요한 역할을 할 것이었다. 협상은 1977년 2월 15일 재개되어 그 해 8월 10일에 완료되었다. 미국 측 협상가는 엘스워스 번커와 솔 리노위츠였고, 파나마 측 협상은 로물로 에스코바르 베탄쿠르가 이끌었다. 데니스 데콘치니 상원의원은 파나마 운하 조약에 대한 중요한 수정안을 제안하여 상원이 운하 통제권을 파나마에 넘겨주는 것에 합의하도록 했다. 조약에 대한 최종 합의가 이루어지기 며칠 전, 카터 대통령은 모든 의회 의원들에게 협상 상황을 알리고 조약을 신중히 검토할 기회를 가질 때까지 판단을 보류해달라는 전보를 보냈다. 스트롬 서먼드 상원의원은 그날 늦게 연설에서 "운하는 우리의 것이고, 우리는 그것을 사고 값을 지불했으니 유지해야 한다"고 말하며 카터의 요청에 응답했다.

## 비준
두 조약은 모두 1977년 10월 23일 실시된 국민투표에서 67.4%의 찬성률로 파나마에서 비준되었다. 조약에 대한 대중의 논의를 허용하고, 미국 내 조약 반대자들이 파나마가 민주적으로 조약을 비준할 수 없다는 주장에 대응하여, 투표 몇 주 전에 언론과 정당에 대한 제한이 해제되었다. 투표 당일, 파나마 유권자의 96%가 투표에 참여했는데, 이는 당시까지 파나마 역사상 가장 높은 투표율이었다. 중립 조약은 특히 정치적 좌파 유권자들 사이에서 주요 관심사였으며, 조약이 더 큰 대중적 지지를 얻지 못한 이유 중 하나였다.
미국 상원은 1978년 3월 16일에 첫 번째 조약 비준에 대해, 4월 18일에는 두 번째 조약 비준에 대해 동일하게 68 대 32로 동의했다. 두 투표 모두에서 52명의 민주당원과 16명의 공화당원이 비준 동의에 찬성했고, 10명의 민주당원과 22명의 공화당원이 반대했다.

## 비판
이 조약들은 미국에서 격렬한 논란을 불러일으켰는데, 특히 로널드 레이건, 스트롬 서먼드, 제시 헬름스가 이끄는 보수주의자들 사이에서 그러했다. 그들은 이 조약들을 전략적 미국 자산을 적대적인 정부에게 넘겨주는 것으로 간주했다. 미국 보수연합, 보수 간부회, 자유 의회 연구 및 교육 재단, 공화국 시민, 미국 안보 위원회 재단, 청년 공화당원, 전국 보수 정치 활동 위원회, 국방 위원회, 자유를 위한 젊은 미국인들, 범미주 안보 위원회, 캠퍼스 공화당 활동 단체 등 수많은 단체들이 이 공격을 주도했다.
운하 자산의 최종 이양이 이루어지기 전(그리고 그 후) 몇 년 동안, 카터-토리요스 조약을 무효화하려는 노력이 있었다. 예를 들어 헬렌 체노웨스-헤이그가 발의한 하원 공동 결의안 77(HJR 77)이 있었다. HJR 77 지지는 2000년 텍사스 공화당 강령의 일부였으나 2004년 강령에는 더 이상 나타나지 않았다.
2024년 12월, 미국 대통령 당선인 도널드 트럼프는 파나마가 부과하는 파나마 운하 통행료가 너무 비싸다고 비판하며, 운하에 대한 잠재적인 중국 통제나 영향력에 대해 경고하고, 미국에 운하 통제권을 완전하고 즉각적으로 반환할 것을 요구할 가능성을 제기했다. 파나마의 호세 라울 물리노 대통령은 즉시 이 비판의 각 지점을 거부하고 운하 반환을 선제적으로 거부했다. 2025년 1월, 더스티 존슨 하원의원은 미국 대통령이 "파나마 운하를 재획득하기 위한 협상을 시작하고 수행할" 권한을 부여하는 법안을 발의할 의향을 발표했다.

## 지지

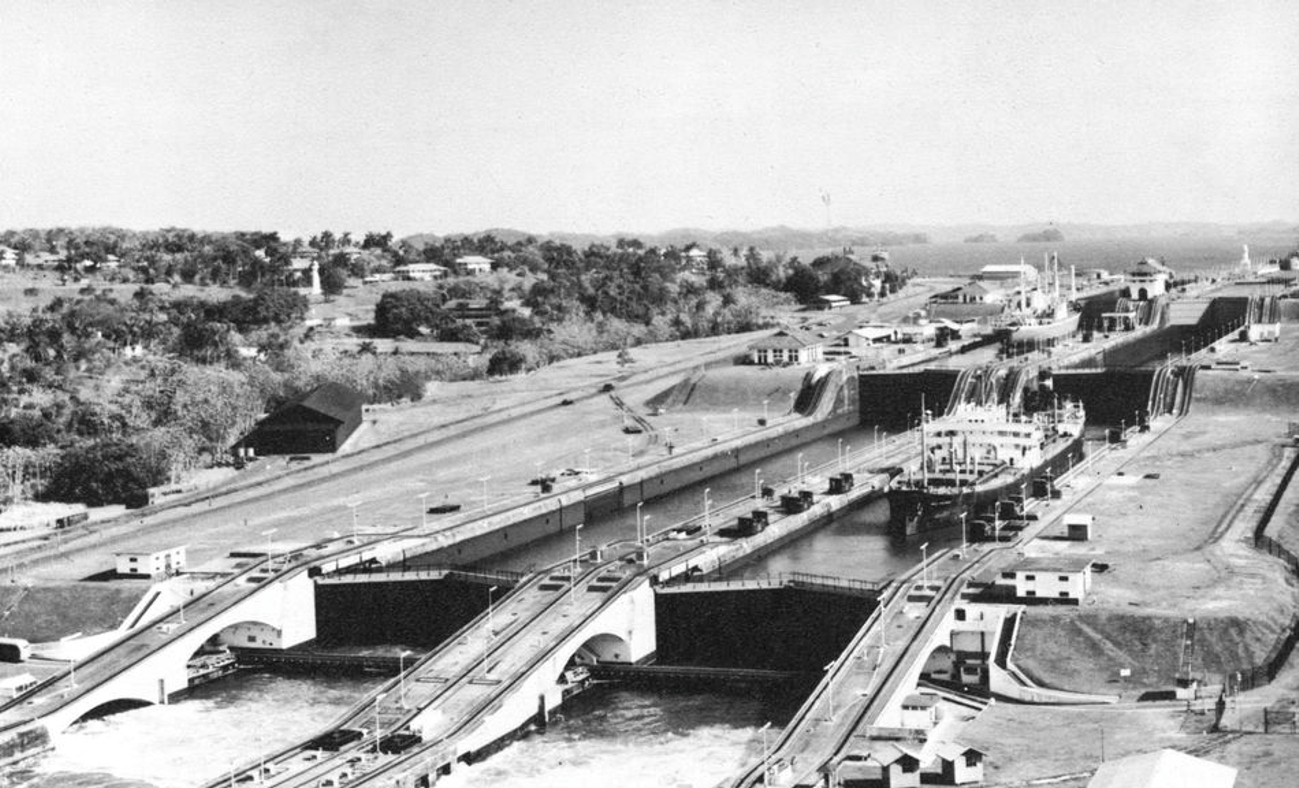
1966년 파나마 운하의 부분적 전경

조약에 대한 지지는 합동참모본부와 어니스트 홀링스, 휴버트 험프리, 그리고 가장 중요하게는 하워드 베이커 주니어와 로버트 버드를 포함한 의회 의원들을 비롯한 다양한 이해 관계자들로부터 나왔다. 카터의 국가안보보좌관 즈비그뉴 브레진스키는 버드를 포함한 회의 참석자들에게 미국이 운하를 폐쇄하는 모든 파나마 정부를 전복시키기 위해 조약을 발동할 것이라고 확신시켜 조약에 대한 정치적 지지를 크게 이끌어냈다고 평가했다. 다른 지지자로는 엘모 줌왈트 제독과 맥스웰 테일러 장군, 오마르 토리요스와 친구였던 존 웨인, 미국노동연맹–산별조직회의 의장 조지 미니, 정치가 애버렐 해리먼, 딘 러스크, 조지 볼, 헨리 캐벗 로지 주니어, 존 셔먼 쿠퍼, 그리고 영부인 레이디 버드 존슨이 있었다. 제럴드 포드 전 대통령과 헨리 키신저를 포함한 더 온건한 보수주의자들도 조약 지지 공개 성명을 발표했다. 조약 홍보를 위한 조직적인 노력은 운하 조약을 위한 미국인 위원회와 뉴 디렉션스에서 나왔다.
많은 세계 지도자들도 조약 지지를 표명했는데, 바베이도스 총리 톰 애덤스, 볼리비아 대통령 우고 반세르 수아레스, 도미니카 공화국 대통령 호아킨 발라게르, 과테말라 대통령 키엘 에우헤니오 라우헤루드 가르시아, 가이아나 총리 포브스 버넘, 니카라과 대통령 아나스타시오 소모사 데바일레, 페루 대통령 프란시스코 모랄레스 베르무데스, 칠레 대통령 아우구스토 피노체트, 코스타리카 대통령 다니엘 오두베르 키로스, 베네수엘라 대통령 카를로스 안드레스 페레스 등이 긍정적인 성명을 발표했다.

## 이행

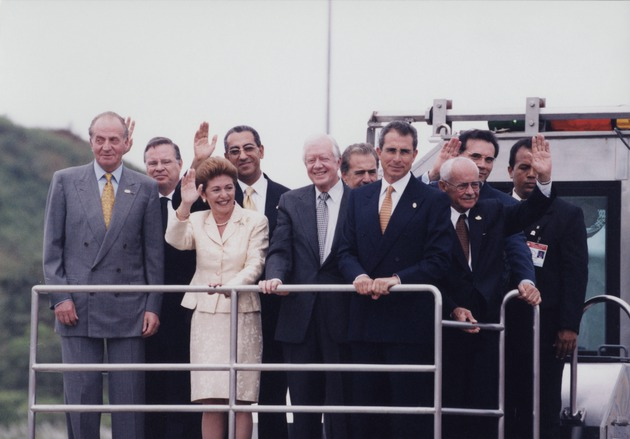
1999년 12월 14일 미라플로레스 갑문에서 열린 운하 지대 의례적 이양식

이 조약은 운하 이양 일정을 명시하여, 운하 지역의 모든 토지와 건물을 파나마에 완전히 이양하도록 규정했다. 이 조약의 가장 직접적인 결과는 운하 지대가 1979년 10월 1일부로 실체로서 존재하지 않게 되었다는 점이다. 조약의 마지막 단계는 1999년 12월 31일에 완료되었다. 이 날짜에 미국은 파나마 운하와 옛 파나마 운하 지대였던 모든 지역에 대한 통제권을 포기했다.
조약의 결과로, 2000년까지 군사 시설, 창고, 학교, 개인 주택 등 약 7,000채의 건물을 포함하여 거의 370,000 에이커 (580 mi2; 1,500 km2)에 달하는 토지가 파나마로 이양되었다. 1993년에 파나마 정부는 반환된 자산을 관리하고 유지하기 위한 임시 기관(Autoridad de la Región Interoceánica 또는 "Interoceanic Region Authority", 일반적으로 ARI라고 불림)을 설립했다.
조약 발효일, 옛 운하 지대 내 대부분의 토지는 파나마로 이양되었다. 그러나 조약은 운하 지대의 많은 지역과 시설을 다음 20년 동안 이양하도록 유보했다. 조약은 특히 "군사 조정 지역", "방어 기지", "별도 양자 협정 대상 지역"으로 이름별로 분류했다. 이들은 특정 시간대 또는 243개월의 조약 기간이 끝날 때까지 미국에서 파나마로 이양될 예정이었다.
1979년 10월 1일, 조약에서 그렇게 지정된 많은 부지 중 34곳이 진정한 월경지(오직 파나마 관할권 아래 있는 토지로 완전히 둘러싸인)로 나타났다. 나중에 다른 지역들이 파나마로 넘겨지면서 8개의 진정한 월경지가 더 나타났다. 이 42개의 진정한 월경지 중 14곳은 군수 물류 관련, 7곳은 군사 통신 기지, 5곳은 연방항공국 시설, 5곳은 군인 주택 월경지, 3곳은 군사 기지 지역, 2곳은 군사 연구 시설, 4곳은 중등 학교 부지, 1곳은 초등학교, 1곳은 병원이었다. 최소 13개의 다른 부지들은 파나마의 절대 관할권 아래 있는 토지뿐만 아니라 조약에 따라 미국과 파나마 공법 요소의 적용을 받는 "민간 조정 지역"(주택)으로 둘러싸여 있었다.
또한, 조약은 수많은 지역과 개별 시설을 위원회에 의한 미국-파나마 공동 운영을 위한 "운하 운영 지역"으로 지정했다. 조약 발효일, 매든 댐을 포함한 이들 중 다수가 새로 파나마 영토에 둘러싸이게 되었다. 1999년 12월 31일 현지 시간 정오 직후, 모든 유형의 옛 운하 지대 부지들은 파나마의 독점 관할권 아래로 들어왔다.

## 문학
그레이엄 그린은 가브리엘 가르시아 마르케스와 함께 조약 서명식에 참석했다. 그린은 자신의 경험에 대해 그의 책 Getting to Know the General: The Story of an Involvement에 썼다.

## 더 읽어보기
- Staff writer (2024). “Treaty Concerning the Permanent Neutrality and Operation of the Panama Canal (Panama Canal Treaty)”. UIA Global Civil Society Database. 《uia.org》. Brussels, Belgium: 국제 협회 연합. Yearbook of International Organizations Online. 2025년 1월 12일에 확인함. 7 Sep 1977. Supersedes Isthmian Canal Convention of 18 Nov 1903, between USA and Panama. Protocols: T-XT7757 - Protocol to the Treaty Concerning the Permanent Neutrality and Operation of the Panama Canal, 1977; T-XT7930 - Protocol to the Treaty Concerning the Permanent Neutrality and Operation of the Panama Canal, 1979.
- Staff writer (2024). “Protocol to the Treaty Concerning the Permanent Neutrality and Operation of the Panama Canal, 1977”. UIA Global Civil Society Database. 《uia.org》. Brussels, Belgium: 국제 협회 연합. Yearbook of International Organizations Online. 2025년 1월 12일에 확인함.
- Staff writer (2024). “Protocol to the Treaty Concerning the Permanent Neutrality and Operation of the Panama Canal, 1979”. UIA Global Civil Society Database. 《uia.org》. Brussels, Belgium: 국제 협회 연합. Yearbook of International Organizations Online. 2025년 1월 12일에 확인함.
- J. Michael Hogan, The Panama Canal in American Politics: Domestic Advocacy and the Evolution of Policy, Southern Illinois University Press, 1986
- Thomas Hollihan, "The Public Controversy Over the Panama Canal Treaties: An Analysis of American Foreign Policy Rhetoric," Western Journal of Speech Communication, Fall 1986, p. 371+
- George D. Moffett III, The Limits of Victory: The Ratification of the Panama Canal Treaties, Cornell University Press, 1985.
- M. Noriega and P. Eisner. America's Prisoner — The Memoirs of Manuel Noriega, Random House, 1997.
- David Skidmore, "Foreign Policy Interest Groups and Presidential Power: Jimmy Carter and the Battle over Ratification of the Panama Canal Treaties," in Herbert D. Rosenbaum and Alexej Ugrinsky, eds. Jimmy Carter: Foreign Policy and Post-Presidential Years Greenwood Press. 1994. pp 297–328 online
- Craig Allen Smith, "Leadership, Orientation and Rhetorical Vision: Jimmy Carter, the 'New Right,' and the Panama Canal," Presidential Studies Quarterly, Spring 1986, p. 323+
- Gaddis Smith, Morality Reason, and Power: American Diplomacy in the Carter Years (1986), pp. 111–15.
- Robert A. Strong, "Jimmy Carter and the Panama Canal Treaties." Presidential Studies Quarterly (1991), 21.2: 269–286. JSTOR 27550717.
- 애덤 클라이머, Drawing the Line at the Big Ditch: The Panama Canal Treaties and the Rise of the Right, University Press of Kansas, 2008.
- Noel Maurer and Carlos Yu, The Big Ditch: How America Took, Built, Ran, and Ultimately Gave Away the Panama Canal, Princeton University Press, 2011.
- Mary C. Swilling, "The Business of the Canal: The Economics and Politics of the Carter Administration's Panama Canal Zone Initiative, 1978". Essays in Economic & Business History (2012) 22:275-89.
- Jonathan C. Brown, The Weak and the Powerful: Omar Torrijos, Panama, and the Non-Aligned Movement in the World, University of Pittsburgh Press, 2024.

### 신문
- The New York Times, April 4, 1964. "U.S. and Panama Sign Agreement to Restore Ties", Tad Szulc.
- The New York Times, April 20, 1964. "Andersen Goes to Panama as President's Special Envoy".
- The New York Times, February 8, 1974. "U.S. Agrees to Yield Sovereignty of Canal to Panama", David Binder.
- The New York Times, August 9, 1977, "Canal Negotiators Said to Seek Accord by Tomorrow", Graham Hovey.
- The New York Times, August 11, 1977, "U.S. and Panama Reach Accord to Transfer Canal by year 2000", Graham Hovey.
- The New York Times, April 20, 1978, "U.S. Was Prepared to Defend the Canal".